# توني بيرد
توني بيرد (بالإنجليزية: Tony Bird)‏ (1 سبتمبر 1974 في المملكة المتحدة - ) هو لاعب كرة قدم بريطاني في مركز الهجوم. شارك مع منتخب ويلز تحت 21 سنة لكرة القدم. أما مع النوادي، فقد لعب مع باتريك أتلتيك ودرودا يونايتد وسوانزي سيتي وكارديف سيتي ونادي باري تاون يونايتد ونادي ميرثير تيدفيل ‏ ونادي كيدرمينستر هاريرز لكرة القدم وCardiff Grange Harlequins A.F.C. ‏ ونادي باث سيتي وهافرفوردويست ‏.

## وصلات خارجية
- توني بيرد على موقع قاعدة بيانات كرة القدم.إي يو (الإنجليزية)
- توني بيرد على موقع Soccerbase.com (لاعب) (الإنجليزية)
- توني بيرد على موقع عالم كرة القدم.نت (الإنجليزية)